# Старый Кызыл-Яр
Старый Кызыл-Яр (баш. Иҫке Ҡыҙылъяр) — деревня в Татышлинском районе Республики Башкортостан Российской Федерации. Входит в состав Нижнебалтачевского сельсовета. 

## География

### Географическое положение
Расстояние до:
- районного центра (Верхние Татышлы): 28 км,
- центра сельсовета (Нижнебалтачево): 5 км,
- ближайшей ж/д станции (Куеда): 56 км.

## Население
| 2002 | 2009 | 2010 |
| ---- | ---- | ---- |
| 211  | ↘195 | ↗201 |

Национальный состав
Согласно переписи 2002 года, преобладающая национальность — удмурты (97 %).